# Cimarron River (Canadian River)
Der Cimarron River, ursprünglich Le Flecha, entspringt im Eagle Nest Lake nahe Eagle Nest, New Mexico. 
Nach einem Lauf von 97 km mündet er unterhalb von Springer in den Canadian River. Dieser entwässert über den Arkansas River in den Mississippi River.
Der Oberlauf oberhalb von Cimarron ist bekannt als gutes Forellengewässer.